# Biodanza
Biodanza (gr. bios „Leben“, span. danza „Volks-Tanz“; „Tanz des Lebens“) ist ein tanztherapeutisch ausgerichtetes Übungssystem, das in der Gruppe Musik, Bewegung und Begegnung nutzt, um menschliche Potentiale zu stimulieren und diese in die Identität zu integrieren. Das Ziel ist dabei, mehr Genuss und Lebensfreude im Leben zu erfahren. Es wurde in Chile vom Psychologen und Künstler Rolando Mario Toro Araneda  entwickelt.

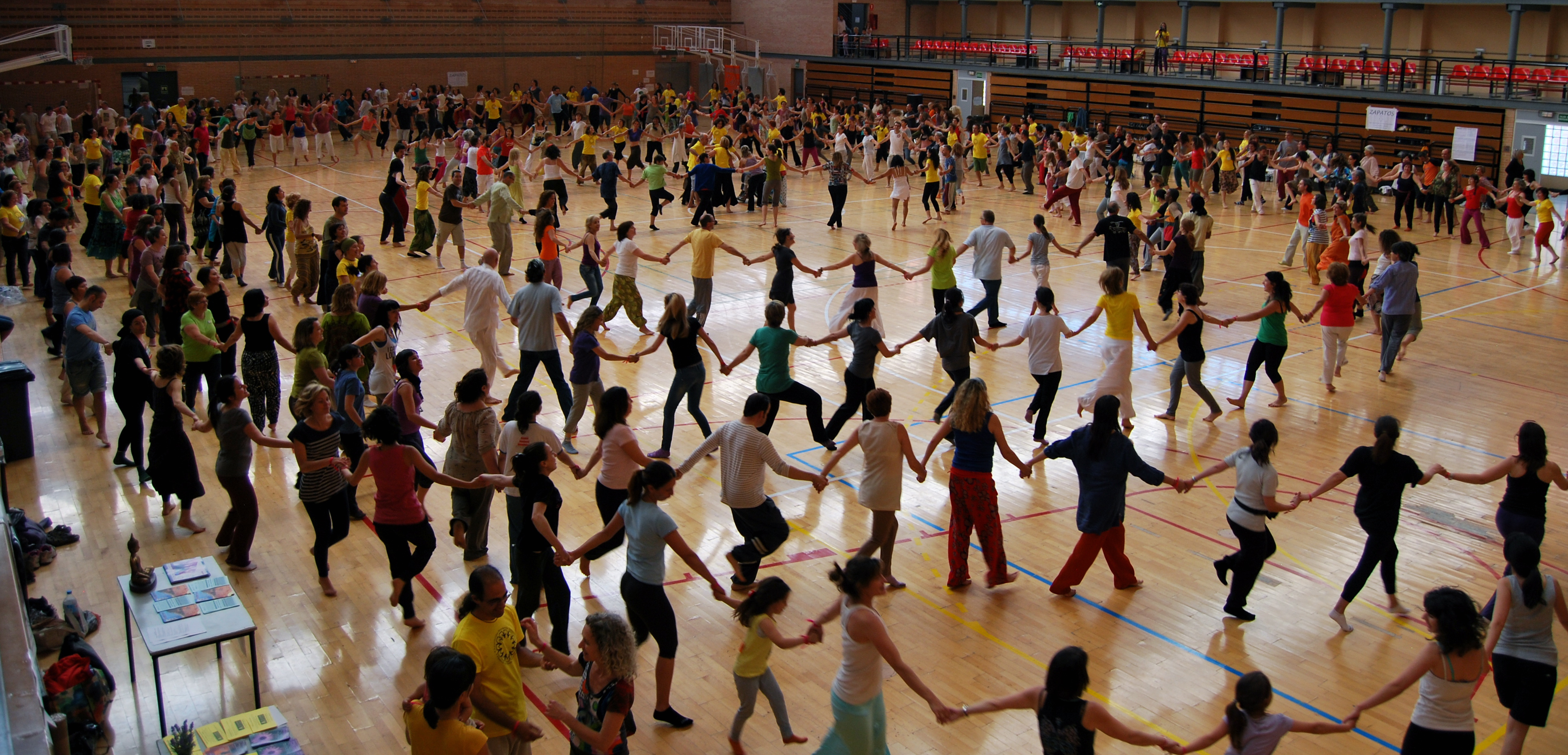
„Ronda“ auf dem ersten Biodanza Festival in Valencia im Mai 2012 mit fast fünfhundert teilnehmenden Menschen

## Biodanzakurse
Ein Biodanzakurs setzt sich normalerweise aus mehreren Terminen zusammen. Die einzelnen Termine finden in der Regel einmal pro Woche statt und dauern meist 1,5 bis 3 Stunden. Der gesamte Kurs geht über 2 bis 3 oder mehr Monate bis zu einem Jahr. Kurse und einzelne Termine werden in der Praxis unterschiedlich bezeichnet: Der Kurs wird als Kurs, Klasse, Gruppe etc. bezeichnet. Ein einzelner Termin wird als Abend, Session, Vivencia (span. Erlebnis), Unterrichtseinheit, Klasse o. ä. bezeichnet. In diesem Artikel steht Kurs für den gesamten Kurs und Session für einen einzelnen Termin.
Eine Biodanza-Session besteht meistens aus zwei Teilen:
1. einer Gesprächsrunde und
2. einer Abfolge von einzelnen Tänzen.

Jeder dieser Tänze soll den Teilnehmern bereichernde Erlebnisse ermöglichen und wird daher auch als Vivencia (s. o.) bezeichnet. Abweichungen von diesem Aufbau sind – insbesondere bei Wochenendworkshops – möglich.
Die Sprache in einer Session ist überwiegend poetisch-bildlich und an die Teilnehmer und die aktuelle Situation in der Gruppe angepasst. Die vom Biodanzaleiter, Facilitatoren (span. Facilitadores) verwendeten Anleitungen sind dazu gedacht, das Erleben anzuregen.

### Die Gesprächsrunde
Die Gesprächsrunde dient dem ersten gegenseitigen Kennenlernen und einer freiwilligen Mitteilung des eigenen Empfindens. Weiterhin führt der Leiter in das geplante Thema ein, aus dem sich die einzelnen Gestaltungselemente der folgenden Session ergeben.

### Die Tänze in der Session
Die Abfolge der Tänze ist nach den Kriterien der Biodanzatheorie zusammengestellt und auf die Situation in der Gruppe angepasst. Sie soll den Teilnehmern – als Ganzes genauso wie in jedem einzelnen Tanz – Anregungen für den eigenen Entwicklungsprozess geben und konkrete Schritte in diesem Prozess ermöglichen.
Der einzelne Tanz wird vom Biodanzaleiter vorgestellt und motiviert. Die Teilnehmer sind dann gebeten, einzeln oder gemeinsam ihre eigene individuelle Umsetzung des vorgestellten Tanzes zu finden. Dabei tanzen die Teilnehmer in lockerer Abfolge einzeln, mit einem oder mehreren (auch wechselnden) Tanzpartnern oder gemeinsam in der ganzen Gruppe.
Zu jedem Tanz wird eine speziell ausgesuchte Musik gespielt, die in erster Linie das Erleben unterstützen soll. Ziel ist es dabei, angenehme und intensive Tanz- und Begegnungserfahrungen zu erreichen. Eine gute Integration der Gefühle in die Gesamtidentität ist nach Biodanza eine grundlegende Voraussetzung für den eigenen Entwicklungsprozess. Um den Tänzern das Eintauchen in die unmittelbare Erfahrung ihrer selbst zu erleichtern, wird während des Tanzens die verbale Kommunikation auf ein Minimum reduziert.
Biodanza legt Wert auf die inneren, psychosomatischen Effekte der Tänze. Ästhetischer Wert, Sportlichkeit, spezielle Schritte oder Schrittfolgen usw. spielen keine Rolle. Die Tänze erweitern mit viel Spaß und Freude das Verhaltens- und Bewegungsrepertoire der Teilnehmer. Sie führen mittel- und langfristig auch zu Veränderungen des alltäglichen Verhaltens und Empfindens.

## Methode
Biodanza wird von seinem Begründer als Lebensschule für menschliche Begegnung und Lebenszufriedenheit angesehen. Die kürzeste Beschreibung lautet: La poética del encuentro! (spanisch: „Die Poesie der menschlichen Begegnung“). „Biodanza dient der Gesundheitsprophylaxe. … Ziel ist es, den Menschen den Zugang zu ihrer Kreativität, Lebensfreude und Liebesfähigkeit zu erleichtern.“ Biodanza findet – in angepasster Form – durch einige klinisch arbeitende Biodanzalehrer zunehmend auch in der stationären Psychotherapie und Rehabilitation (z. B. bei Suchterkrankungen, nach Krebserkrankungen und in einigen psychosomatischen Kliniken) Verwendung.
Biodanza wird von ihrem Gründer als eine Methode für jedermann verstanden.

## Geschichte
Der Begründer des Biodanza war der chilenische Psychologe Rolando Mario Toro Araneda.
Die ersten Grundlagen legte er ab 1968 in seiner Arbeit mit Psychiatrie-Patienten. Er hatte einen Lehrstuhl für Kunst- und Ausdruckspsychologie des Instituto de Estética de la Pontificia Universidad Católica de Chile inne und war Dozent im Forschungszentrum der Medizinischen Fakultät an der Universität von Chile im Bereich der medizinischen Anthropologie. In diesem Rahmen organisierte er von 1968 bis 1973 Tanzveranstaltungen für Patienten der psychiatrischen Klinik in Santiago de Chile, die er Psicodanza (Psychotanz) nannte. Sein ursprüngliches Ziel war es, die Psychiatrie der damaligen Zeit menschlicher zu gestalten. Dabei machte er erste Erfahrungen zur Wirkung unterschiedlicher Musik und Bewegungsübungen auf verschiedene Erkrankungen. Dies stellte die Basis seines später erweiterten theoretischen Modells der Wirkungsweise von Biodanza dar.
Seine Veranstaltungen wurden bald auch in studentischen Kreisen und bei anderen Personen beliebt. Er erkannte einen allgemeinmenschlichen Nutzen für viele Teilnehmer, der über den ursprünglichen psychiatrischen Kontext hinausging. Um dem Anspruch der Methode auf Ganzheitlichkeit und Integrativität Rechnung zu tragen, wurde das System in Biodanza umbenannt und von ihm und seinen Schülern theoretisch ausdifferenziert und um viele praktische Elemente erweitert.
1974 emigrierte er nach Buenos Aires, dort wandte er Biodanza an einem Institut für Krebsnachbetreuung an. In Argentinien wurde er als Professor an die Universidad Abierta Interamericana de Buenos Aires berufen.
1979 ging er nach Brasilien und eröffnete dort das erste Institut für Biodanza. Außerdem arbeitete er weiter mit psychisch Kranken und mit Frauen, die wegen Brustkrebs behandelt werden. 1989 emigrierte er nach Mailand in Italien. 1998 kehrte er in sein Heimatland Chile zurück.
Rolando Toro war Präsident und einer der Gründer der IBF (International Biocentric Foundation), die gegenwärtig die meisten Aktivitäten von Biodanza koordiniert. Er gab Workshops und Vorträge in der ganzen Welt. In Brasilien wurde ihm von der Universität Paraiba die Ehrendoktorwürde verliehen. Er war Vater von 18 Kindern. Er starb im Alter von 85 Jahren am Faschingsdienstag 2010.

### Verbreitung
Biodanza hat sich im Laufe der Jahre in Form von Biodanzaschulen, -Kursen und -Wochenendworkshops, ausgehend von Südamerika in Europa, Mittel- und Nordamerika und Teilen Afrikas ausgebreitet.

### Biodanza in Deutschland
In Deutschland wurde Mitte der achtziger Jahre die erste Biodanza-Schule in Hamburg begründet. Mittlerweile gibt es auf dem Bundesgebiet Ausbildungsschulen in Berlin, Bremen, Freiburg, Frankfurt am Main, Hamburg, Köln, Leipzig, München, Münster, Kassel und Stuttgart.
Das Markenzeichen Biodanza ist ein in Deutschland seit 1995 durch das Marken- und Patentamt geschützter Begriff.

### Verbände und Vereine
Es gibt mehrere Vereine und Verbände zu Biodanza. Die International Biodanza Foundation (IBF), Biodanza World Association (BWA), die Deutsche Biodanza-Gesellschaft (DBG), Biodanza Austria sowie weitere lokal tätige Vereine in Deutschland und Österreich. IBF und BWA sind weltweit tätig, die DBG ist deutschlandweit tätig.

## Forschung
Biodanza wurde v. a. durch die Arbeiten von Stueck und Villegas im Rahmen von Dissertations- bzw. Habilitationsprojekten seit 1998 an den Universitäten Leipzig und Buenos Aires untersucht. Die Leipziger Forscher haben Ergebnisse publiziert, die u. a. signifikante Verbesserungen des Emotionsausdrucks in sozialen Situationen, verringerte Begegnungsängste und erhöhte Abgrenzungsfähigkeit sowie antidepressive Wirkungen von Biodanza belegen. Weiterhin zeigte sich ein offensiveres Problembewältigungsverhalten und verbesserte Ärgerregulation. Positive Effekte konnten in Bezug auf verstärkten Optimismus und relaxationsorientiertere Einstellungen, höhere Genussfähigkeit und verringerte psychosomatische Beschwerden gefunden werden. Eine weitere Studie von Wolff zeigt, dass Biodanza-erfahrene Personen auch im Alltag Musik stärker genießen. Kulturübergreifend setzen Biodanzapraktizierende Musik gezielter ein, um ihre emotionale Befindlichkeit im Alltag zu regulieren.